# 阿奇巴巴
阿奇巴巴（土耳其語：Alçıtepe），原名克里希亚（希臘語：Κριθία），是位于土耳其加里波利半岛恰纳卡莱省一处高地的村莊。在1915年的加里波利战役期间，阿奇巴巴是奥斯曼土耳其军队的防御重点。1915年4月25日，協約國远征军在海丽丝岬（Cape Helles）登陆，地中海远征军总司令伊恩·汉密尔顿将此次行动的优先目标定为占领阿奇巴巴。在4到7月间，远征军共試圖4次夺取这里，但在整个加里波利战役期间，阿奇巴巴高地始终处在奧斯曼土耳其人手里。
40°05′40″N 26°13′30″E / 40.0944°N 26.225°E